# Rhaconotus manolus
Rhaconotus manolus är en stekelart som beskrevs av Nixon 1941. Rhaconotus manolus ingår i släktet Rhaconotus och familjen bracksteklar. Inga underarter finns listade i Catalogue of Life.